# Dominika Włodarczyk
Dominika Włodarczyk (27 gennaio 2001) è una ciclista su strada e ciclocrossista polacca che corre per lo UAE Team ADQ. Attiva in formazioni Elite UCI dal 2022, nel 2024 ha vinto il titolo nazionale in linea.

## Palmarès

### Strada
- 2021 (Mat Atom Deweloper, una vittoria)

2ª tappa Belgrade GP Woman Tour (Belgrado > Belgrado)
- 2022 (ATOM Deweloper Posciellux.pl Wrocław, quattro vittorie)

3ª tappa Giro della Toscana Femminile-Memorial Michela Fanini (Lucca > Montecatini Terme)
1ª tappa Watersley Womens Challenge (Sittard-Geleen > Sittard-Geleen)
3ª tappa Watersley Womens Challenge (Watersley > Watersley)
Classifica generale Watersley Womens Challenge
- 2023 (MAT Atom Deweloper Wrocław, sette vittorie)

1ª tappa Gracia-Orlová (Orlová > Štramberk)
5ª tappa Gracia-Orlová (Orlová > Orlová)
1ª tappa Tour de Feminin-O cenu Českého Švýcarska (Krásná Lípa, cronometro)
3ª tappa Tour de Feminin-O cenu Českého Švýcarska (Rumburk > Rumburk)
Campionati polacchi, Prova in linea Under-23
2ª tappa Watersley Womens Challenge (Watersley > Watersley)
Classifica generale Watersley Womens Challenge
- 2024 (UAE Team ADQ, una vittoria)

Campionati polacchi, Prova in linea
- 2025 (UAE Team ADQ, una vittoria)

La Picto-Charentaise

#### Altri successi
- 2021 (Mat Atom Deweloper)

Classifica giovani Belgrade GP Woman Tour
Classifica scalatori Princess Anna Vasa Tour
- 2022 (ATOM Deweloper Posciellux.pl Wrocław)

Classifica scalatori Princess Anna Vasa Tour
Classifica giovani Princess Anna Vasa Tour
Classifica giovani Giro della Toscana Femminile-Memorial Michela Fanini
- 2023 (MAT Atom Deweloper Wrocław)

Classifica a punti Gracia-Orlová
Classifica sprint Gracia-Orlová
Classifica giovani Gracia-Orlová
Classifica a punti Tour de Feminin-O cenu Českého Švýcarska
Classifica giovani Tour de Feminin-O cenu Českého Švýcarska
Classifica a punti Princess Anna Vasa Tour
Classifica scalatrici Princess Anna Vasa Tour
Classifica giovani Princess Anna Vasa Tour
Orlen Road Cycling Cup of Wieluń
Poland TTT
- 2024 (UAE Team ADQ)

Classifica scalatrici Princess Anna Vasa Tour
- 2025 (UAE Team ADQ)

Classifica scalatrici Tour of Britain Women

### Cross
- 2020-2021

Campionati polacchi, Under-23
- 2021-2022

Campionati polacchi, Under-23
Campionati polacchi, Elite
- 2022-2023

Campionati polacchi, Elite
- 2023-2024

Owocowy Przełaj

## Piazzamenti

### Grandi Giri
- Giro d'Italia

2024: 28ª
- Tour de France

2025: 4ª

### Classiche monumento
- Milano-Sanremo

2025: 17ª

### Competizioni mondiali
- Campionati del mondo su strada

Innsbruck 2018 - In linea Junior: 70ª
Yorkshire 2019 - In linea Junior: 18ª
Wollongong 2022 - Staffetta: 9ª
Wollongong 2022 - In linea Elite: 45ª
Wollongong 2022 - In linea Under-23: 11ª
Glasgow 2023 - In linea Under-23: 7ª
Glasgow 2023 - In linea Elite: 43ª
Zurigo 2024 - In linea Elite: 45ª
- Campionati del mondo di ciclocross

Ostenda 2021 - Under-23: 32ª

### Competizioni continentali
- Campionati europei su strada

Alkmaar 2019 - In linea Junior: 44ª
Plouay 2020 - In linea Under-23: 58ª
Trento 2021 - In linea Under-23: ritirata
Anadia 2022 - Staffetta Under-23: 4ª
Anadia 2022 - In linea Under-23: 7ª
Drenthe 2023 - Cronometro Under-23: 11ª
Drenthe 2023 - In linea Under-23: 10ª
- Campionati europei di ciclocross

Drenthe-Col du VAM 2021 - Under-23: 19ª
Namur 2022 - Under-23: 17ª